# Elmira (Kalifornija)
Elmira je naseljeno područje za statističke svrhe u američkoj saveznoj državi Kalifornija. Prema popisu stanovništva iz 2010. u njemu je živjelo 188 stanovnika.